# Juan Quartarone
Juan Quartarone (Avellaneda, 28 maggio 1935 – Santa Tecla, 23 novembre 2015) è stato un allenatore di calcio e calciatore argentino.
Soprannominato el Brujo (il mago), ha legato la sua carriera a El Salvador.

## Carriera
Nel 2004 allenava l'Atlético Balboa. Dal 21 ottobre 2005 al 6 febbraio 2006 ha allenato il San Salvador.